# Chironomus venosus
Chironomus venosus är en tvåvingeart som först beskrevs av Johann Wilhelm Meigen 1830.  Chironomus venosus ingår i släktet Chironomus och familjen fjädermyggor.
Artens utbredningsområde är Tyskland. Inga underarter finns listade i Catalogue of Life.